# George Baldock
George Henry Ivor Baldock (tiếng Hy Lạp: Τζορτζ Μπάλντοκ, 9 tháng 3 năm 1993 – 9 tháng 10 năm 2024) là một cố cầu thủ bóng đá chuyên nghiệp người Anh-Hy Lạp chơi ở vị trí hậu vệ phải hoặc tiền vệ cánh phải. Sinh ra ở Anh, Baldock có tổ tiên là người Hy Lạp thông qua bà của mình. Anh đã đại diện cho Đội tuyển bóng đá quốc gia Hy Lạp tại các giải đấu quốc tế từ năm 2022 đến năm 2024.

## Sự nghiệp câu lạc bộ

### Milton Keynes Dons
Baldock sinh ra tại Buckingham, Buckinghamshire, vào ngày 9 tháng 3 năm 1993. Anh đã bắt đầu sự nghiệp của mình trong màu áo đội học viện của Milton Keynes Dons. Anh trai của anh, Sam Baldock, cũng chơi cho câu lạc bộ.

### Sheffield United
Vào ngày 13 tháng 6 năm 2017, Baldock đã đoàn tụ với cựu huấn luyện viên Oxford Chris Wilder khi anh gia nhập câu lạc bộ mới thăng hạng lên Championship là Sheffield United với hợp đồng ba năm với mức phí không được tiết lộ. Anh đã ghi bàn thắng đầu tiên cho câu lạc bộ vào ngày 26 tháng 12 trong chiến thắng 3–0 trước Sunderland tại Bramall Lane.
Vào ngày 28 tháng 4 năm 2019, Baldock chứng kiến câu lạc bộ thăng hạng Premier League sau 12 năm. Anh chơi trận ra mắt Ngoại hạng Anh vào ngày 10 tháng 8 trong trận hòa 1–1 với A.F.C. Bournemouth. Anh đã ký hợp đồng mới có thời hạn ba năm với câu lạc bộ vào ngày 19 tháng 8. Vào ngày 9 tháng 11, anh ghi bàn thắng đầu tiên tại Premier League khi ghi bàn gỡ hòa trong trận hòa 1–1 trên sân khách trước Tottenham Hotspur từ một đường chuyền chéo. Sheffield United kết thúc mùa giải ở vị trí thứ 9 mặc dù được dự đoán sẽ xuống hạng vào đầu mùa giải và Baldock cùng hậu vệ trái Enda Stevens được The Independent mô tả là "tuyệt vời".
Baldock đã ký một hợp đồng mới có thời hạn bốn năm vào ngày 12 tháng 12 năm 2020, tiếp tục gắn bó với câu lạc bộ cho đến năm 2024. Sheffield United đã trở lại Premier League cho mùa giải 2023–24. Thế nhưng, mùa giải của Baldock đã bị ảnh hưởng bởi chấn thương và đội đã phải xuống hạng. Vào tháng 5 năm 2024, anh đã rời câu lạc bộ sau khi hợp đồng của anh hết hạn vào cuối mùa giải 2023–24.

### Panathinaikos
Vào ngày 29 tháng 5 năm 2024, Baldock gia nhập câu lạc bộ bóng đá Hy Lạp Panathinaikos với hợp đồng có thời hạn ba năm. Anh chơi trận ra mắt cho câu lạc bộ vào ngày 8 tháng 8 tại vòng loại thứ ba UEFA Europa League trong trận lượt đi trên sân nhà trước Ajax khi vào sân thay Giannis Kotsiras ở phút thứ 63. Anh đã chơi ba trận tại Super League Greece, trong đó anh đã chơi trận cuối cùng sự nghiệp trước khi qua đời, trận hòa không bàn thắng trên sân nhà trước Olympiakos trong trận Derby của Những kẻ thù vĩnh cửu vào ngày 6 tháng 10.

## Sự nghiệp quốc tế
Baldock là người gốc Hy Lạp thông qua bà của anh. Do đó, anh đủ điều kiện để đại diện cho cả Hy Lạp lẫn Anh ở cấp độ quốc tế. Vào ngày 27 tháng 5 năm 2022, anh được huấn luyện viên trưởng Gus Poyet triệu tập lần đầu tiên vào đội tuyển quốc gia Hy Lạp cho các trận đấu UEFA Nations League 2022–23 vào tháng 6.
Vào ngày 2 tháng 6 năm 2022, Baldock ra mắt đội tuyển Hy Lạp trong chiến thắng 1–0 trước Bắc Ireland tại Windsor Park ở Belfast.

## Qua đời
Vào ngày 9 tháng 10 năm 2024, Baldock được phát hiện qua đời trong hồ bơi tại nhà riêng của anh ở thành phố ngoại ô Glyfada, phía nam thủ đô Athens của Hy Lạp, vào ngày 9 tháng 10 năm 2024, ở tuổi 31. Cảnh sát Hy Lạp đã cố gắng hồi sức anh, nhưng không thành. Vợ của anh là người phát hiện đầu tiên sau khi liên lạc với anh trong nhiều giờ nhưng không có phản hồi. Bên cạnh đó, gia đình anh cũng bị mất liên lạc. Nguyên nhân dẫn tới việc anh qua đời hiện vẫn đang được điều tra.

### Tưởng niệm
Một ngày sau khi Baldock qua đời, Hy Lạp chơi trận gặp Anh tại UEFA Nations League ở Sân vận động Wembley. Các tuyển thủ Hy Lạp đã biết về cái chết của anh vào đêm trước trận đấu và được cho là đã hầu như không ngủ. Liên đoàn bóng đá Hy Lạp đã yêu cầu UEFA hoãn trận đấu, nhưng đã bị từ chối. Hy Lạp đã giành chiến thắng với tỷ số 2–1 và đó cũng là chiến thắng đầu tiên của đội trước Anh, với cầu thủ ghi bàn Vangelis Pavlidis đã giơ áo Baldock cùng các đồng đội của mình để dành tặng chiến thắng cho anh.

## Thống kê sự nghiệp

### Câu lạc bộ
| Câu lạc bộ              | Mùa giải            | Giải vô địch        | Giải vô địch | Giải vô địch | Cúp quốc gia | Cúp quốc gia | Cúp Liên đoàn | Cúp Liên đoàn | Khác | Khác | Tổng cộng | Tổng cộng |
| Câu lạc bộ              | Mùa giải            | Hạng đấu            | Trận         | Bàn          | Trận         | Bàn          | Trận          | Bàn           | Trận | Bàn  | Trận      | Bàn       |
| ----------------------- | ------------------- | ------------------- | ------------ | ------------ | ------------ | ------------ | ------------- | ------------- | ---- | ---- | --------- | --------- |
| Milton Keynes Dons      | 2009–10             | League One          | 1            | 0            | 0            | 0            | 0             | 0             | 0    | 0    | 1         | 0         |
| Milton Keynes Dons      | 2010–11             | League One          | 2            | 0            | 0            | 0            | 0             | 0             | 0    | 0    | 2         | 0         |
| Milton Keynes Dons      | 2011–12             | League One          | 0            | 0            | 1            | 0            | 1             | 0             | 1    | 0    | 3         | 0         |
| Milton Keynes Dons      | 2012–13             | League One          | 2            | 0            | 0            | 0            | 0             | 0             | 0    | 0    | 2         | 0         |
| Milton Keynes Dons      | 2013–14             | League One          | 38           | 2            | 4            | 0            | 2             | 0             | 2    | 0    | 46        | 2         |
| Milton Keynes Dons      | 2014–15             | League One          | 9            | 0            | 2            | 0            | 3             | 0             | 0    | 0    | 14        | 0         |
| Milton Keynes Dons      | 2015–16             | Championship        | 15           | 0            | 0            | 0            | 0             | 0             | —    | —    | 15        | 0         |
| Milton Keynes Dons      | 2016–17             | League One          | 37           | 0            | 3            | 0            | 0             | 0             | 2    | 0    | 42        | 0         |
| Milton Keynes Dons      | Tổng cộng           | Tổng cộng           | 104          | 2            | 10           | 0            | 6             | 0             | 5    | 0    | 125       | 2         |
| Northampton Town (mượn) | 2011–12             | League Two          | 5            | 0            | 0            | 0            | 0             | 0             | 0    | 0    | 5         | 0         |
| Tamworth (mượn)         | 2011–12             | Conference Premier  | 3            | 0            | 0            | 0            | —             | —             | —    | —    | 3         | 0         |
| ÍBV (mượn)              | 2012                | Úrvalsdeild         | 16           | 1            | 1            | 0            | —             | —             | 2    | 0    | 19        | 1         |
| Tamworth (mượn)         | 2012–13             | Conference Premier  | 15           | 1            | 1            | 0            | —             | —             | 3    | 2    | 19        | 3         |
| Oxford United (mượn)    | 2014–15             | League Two          | 12           | 1            | 0            | 0            | 0             | 0             | 0    | 0    | 12        | 1         |
| Oxford United (mượn)    | 2015–16             | League Two          | 27           | 2            | 5            | 0            | 1             | 0             | 2    | 0    | 35        | 2         |
| Oxford United (mượn)    | Total               | Total               | 39           | 3            | 5            | 0            | 1             | 0             | 2    | 0    | 47        | 3         |
| Sheffield United        | 2017–18             | Championship        | 34           | 1            | 3            | 0            | 1             | 0             | —    | —    | 38        | 1         |
| Sheffield United        | 2018–19             | Championship        | 27           | 1            | 0            | 0            | 0             | 0             | —    | —    | 27        | 1         |
| Sheffield United        | 2019–20             | Premier League      | 38           | 2            | 2            | 0            | 0             | 0             | —    | —    | 40        | 2         |
| Sheffield United        | 2020–21             | Premier League      | 32           | 0            | 2            | 0            | 0             | 0             | —    | —    | 34        | 0         |
| Sheffield United        | 2021–22             | Championship        | 25           | 1            | 0            | 0            | 0             | 0             | 2    | 0    | 27        | 1         |
| Sheffield United        | 2022–23             | Championship        | 36           | 1            | 4            | 0            | 0             | 0             | —    | —    | 40        | 1         |
| Sheffield United        | 2023–24             | Premier League      | 13           | 0            | 0            | 0            | 0             | 0             | —    | —    | 13        | 0         |
| Sheffield United        | Tổng cộng           | Tổng cộng           | 205          | 6            | 11           | 0            | 1             | 0             | 2    | 0    | 219       | 6         |
| Panathinaikos           | 2024–25             | Super League Greece | 3            | 0            | 0            | 0            | —             | —             | 1    | 0    | 4         | 0         |
| Tổng cộng sự nghiệp     | Tổng cộng sự nghiệp | Tổng cộng sự nghiệp | 390          | 13           | 28           | 0            | 8             | 0             | 15   | 2    | 441       | 15        |

1. ↑  Bao gồm FA Cup, Cúp bóng đá Iceland và Cúp bóng đá Hy Lạp
2. ↑  Bao gồm EFL Cup
3. 1 2 3  Ra sân tại Football League Trophy
4. ↑  Ra sân tại EFL Trophy
5. 1 2  Ra sân tại UEFA Europa League
6. ↑  Ra sân tại FA Trophy
7. ↑  Ra sân tại Play-off EFL Championship

### Quốc tế
| Đội tuyển quốc gia | Năm       | Trận | Bàn |
| ------------------ | --------- | ---- | --- |
| Hy Lạp             | 2022      | 6    | 0   |
| Hy Lạp             | 2023      | 4    | 0   |
| Hy Lạp             | 2024      | 2    | 0   |
| Tổng cộng          | Tổng cộng | 12   | 0   |

## Danh hiệu

### Câu lạc bộ
Sheffield United
- Á quân thăng hạng EFL Championship: 2018–19, 2022–23

### Cá nhân
- Cầu thủ học viện Milton Keynes Dons xuất sắc nhất năm: 2010–11
- Cầu thủ trẻ Milton Keynes Dons xuất sắc nhất năm: 2015–16
- PFA Team of the Year: League Two 2015–16